# Terrordåden i Bryssel 2016
Terrordåden i Bryssel 2016 var tre koordinerade explosioner på morgonen den 22 mars. De första två skedde vid flygplatsen Zaventem och en senare ombord på ett tunnelbanetåg vid tunnelbanestationen Maalbeek. Totalt dog 35 personer inklusive de tre självmordsbombarna, och över 300 skadades, varav många allvarligt. Terrororganisationen Islamiska staten tog på sig ansvaret för attackerna.

## Bakgrund
Per capita har Belgien fler medborgare som anslutit sig till jihadist-grupper i Irak och Syrien än något annat västeuropeiskt land. Belgien deltog också vid tiden för dåden med militära insatser mot Islamiska staten.
I maj 2014 dödades fyra personer då det Judiska Museet i Bryssel besköts av Mehdi Nemmouche, en 29-årig fransk medborgare med algerisk bakgrund.
I januari 2015 dödades två misstänkta av belgisk polis i samband med utredningar mot en grupp som misstänktes planera ett andra attentat mot den franska satirtidningen Charlie Hebdo.
Flera av gärningsmännen bakom terrordåden i Paris i november 2015 bodde i Molenbeek utanför Bryssel och gripanden och husrannsakningar genomfördes där som den del av utredningen. Den 18 mars 2016 greps Salah Abdeslam, och 35-årige Mohamed Belkaid dödades av en prickskytt vid en räd av belgisk polis. Belkaid var algerisk medborgare men bodde under flera år i Märsta i Sverige efter att han år 2011 fått uppehållstillstånd. Fyra gånger dömdes Belkaid till fängelsestraff i storleken månader för olika brott och utvisades vid den femte domen. År 2014 reste Belkaid till Syrien för att ansluta sig till Islamiska Staten. Utredare misstänker att insatsen kan ha påskyndat dåden i Bryssel.

## Händelser

### Flygplatsen Zaventem
Klockan 07.58 lokal tid utlöste två självmordsbombare med nio sekunders mellanrum var sin sprängladdning i den internationella avgångshallen på flygplatsen Zaventem utanför Bryssel, den ena nära incheckningsdiskarna för American Airlines och Brussels Airlines och den andra intill ett kafé. Avgångshallen fick omfattande skador, delar av taket rasade in och glasrutor krossades. Flygplatsen stängdes och ankommande flygplan i luften omdirigerades till andra flygplatser.
En tredje sprängladdning hittades senare och förstördes under eftermiddagen av bombtekniker genom en kontrollerad explosion.
Samtliga sprängladdningar var spikbomber i resväskor apterade med sprängämnet acetonperoxid (TATP).

### Bryssels tunnelbana
Drygt en timme senare, klockan 09.11 lokal tid, exploderade en sprängladdning på ett tunnelbanetåg vid tunnelbanestationen Maalbeek i centrala Bryssel, nära högkvarteren för Europaparlamentet och EU-kommissionen.

## Följder

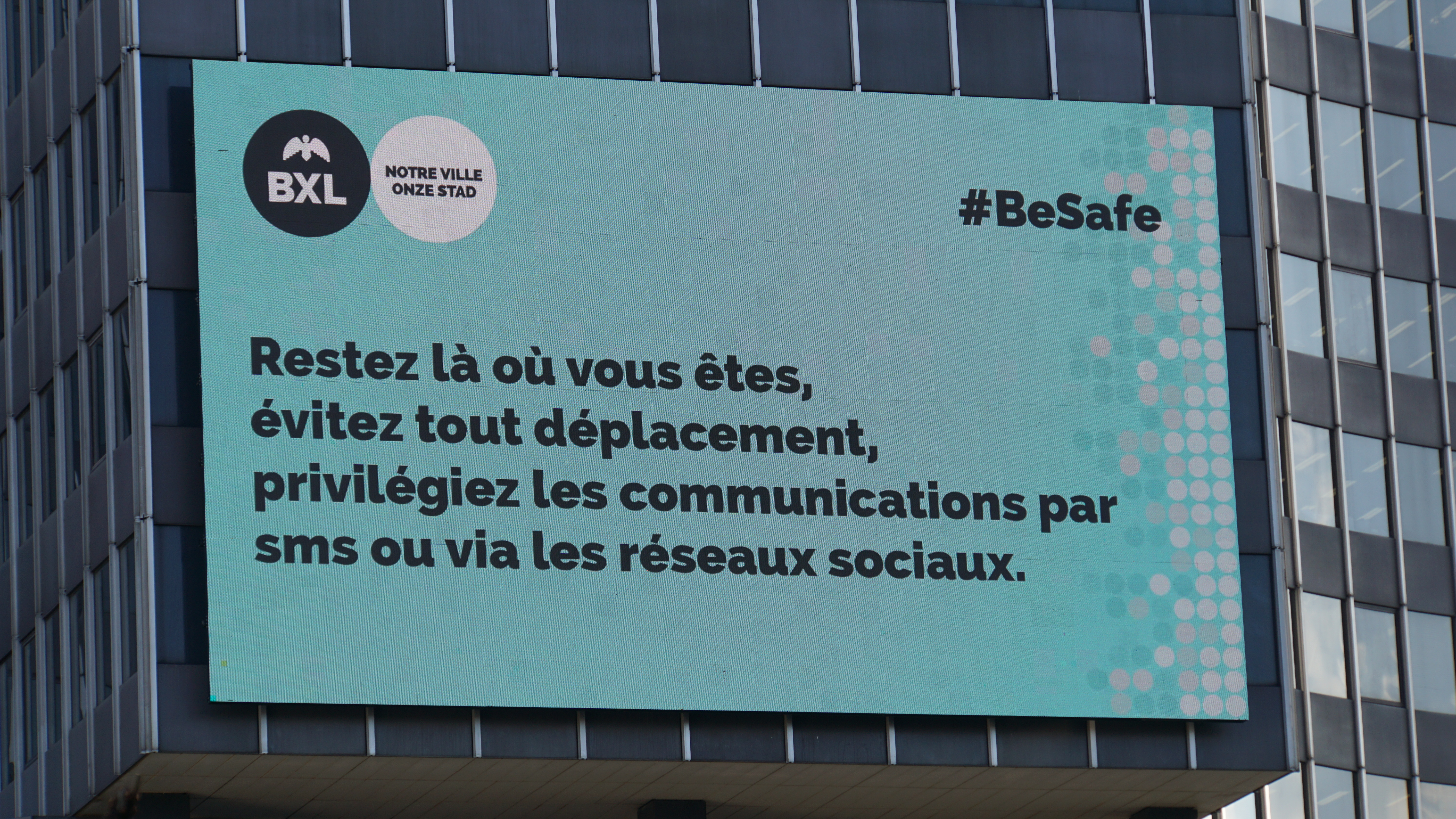
Digital anslagstavla i Bryssel. Det står, på franska, ”Stanna där du är, undvik all rörelse, prioritera kommunikation med sms eller via sociala nätverk”.

Säkerhetsnivån i Belgien höjdes efter attackerna till högsta nivån och alla kollektiva transportmedel stängdes. Myndigheterna uppmanade allmänheten att stanna där de var och främst kommunicera via sms och internet för att undvika överbelastning av telefonnätet.
Belgisk polis genomförde organiserad dörrknackning i stadsdelen Molenbeek-Saint-Jean, där ett antal av gärningsmännen haft sina rötter, där 8 600 hem och 22 668 personer undersöktes, en fjärdedel av stadsdelens invånare. Polisaktionen resulterade i att av de 1 600 organisationerna och NGO:erna misstänktes 102 vara kopplade till brottslighet och 51 hade kopplingar till terrorism. 72 terrormisstänkta personer blev föremål för övervakning.

## Gärningsmän

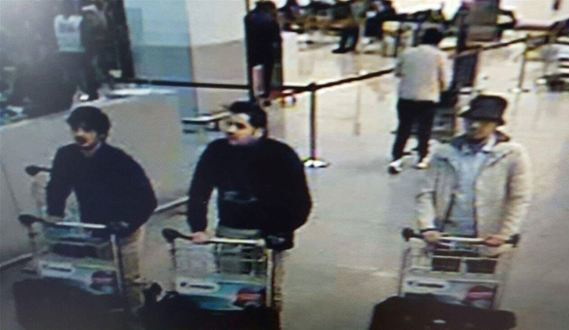
Bild från övervakningskamera på flygplatsen Zaventem i Bryssel som tros föreställa Najim Laachraoui, Ibrahim el-Bakraoui och Mohamed Abrini.

### Khalid el-Bakraoui
Khalid el-Bakraoui föddes den 9 oktober 1986 i Bryssel. Han dömdes 2010 till tio års fängelse för rånförsök mot ett växlingskontor men frigavs villkorligt 2014. Han hyrde en lägenhet i stadsdelen Forest i sydvästra Bryssel, där polis hittade Salah Abdeslams fingeravtryck. Han dog i självmordsbombningen i tunnelbanan i Bryssel.

### Osama Krayem
Osama Krayem föddes den 16 augusti 1992 i Malmö och växte där upp i stadsdelen Rosengård. Hösten 2015 lämnade han Malmö och anslöt sig till Islamiska staten i Syrien. Han publicerade bilder där han poserade med vapen. I september 2015 återvände han till Europa med ett falskt syriskt pass via den grekiska ön Leros och staden Ulm i Tyskland. I oktober 2015 reste han till Bryssel tillsammans med Salah Abdeslam, en av terroristerna i Parisdådet. I november 2015 planerade Krayem tillsammans med sin terroristcell ett attentat mot flygplatsen Schiphol i Amsterdam som skulle ha skett samtidigt som terrorattentaten i Paris. Han sågs tillsammans med Khalid el-Bakraoui på tunnelbanestationen Pétillon i Bryssel kort innan denne sprängde sig själv ombord på ett tunnelbanetåg vid stationen Maalbeek i samma stad. Krayem var också den som köpte resväskorna som dolde de bomber som detonerade på flygplatsen Zaventem i Bryssel. Han greps i Bryssel den 8 april 2016 efter tips från Säpo om att han kommunicerat med sin bror i Malmö via Facebook.

### Ibrahim el-Bakraoui
Ibrahim el-Bakraoui föddes den 12 januari 1989 i Bryssel. Han var bror till Khalid el-Bakraoui och var en av de självmordsbombare som sprängde sig till döds på flygplatsen Zaventem i Bryssel.

### Najim Laachraoui
Najim Laachraoui, även känd som Soufiane Kayal, föddes den 18 maj 1991 i Ajdir i Marocko men flyttade som barn till Schaerbeek utanför Bryssel, där han senare bland annat studerade elektromekanik vid en katolsk skola. År 2013 reste han till Syrien, där han misstänks ha utbildats i bombtillverkning. Han tros följaktligen ha varit den som tillverkade både de bombvästar som användes vid terrordåden i Paris i november 2015 och de bomber som användes vid terrordåden i Bryssel, där han sprängde sig själv till döds på flygplatsen Zaventem. Laachraoui stoppades tillsammans med Salah Abdeslam redan i november 2015 vid gränsen mellan Ungern och Österrike, men de båda tilläts fortsätta då det enligt polis inte fanns något som tydde på att männen varit inblandade i terrordåden i Paris.

### Mohamed Abrini
Mohamed Abrini, känd som ”mannen i hatt”, föddes den 27 december 1984 i stadsdelen Berchem-Sainte-Agathe i Bryssel. Han flydde från flygplatsen Zaventem i Bryssel innan de andra två självmordsbombarna utlöste sina sprängladdningar. Han greps i stadsdelen Anderlecht i Bryssel den 8 april 2016.

## Döda och skadade
Direkt efter dåden konstaterades 17 döda på flygplatsen och 14 döda vid tunnelbanestationen. Senare avled fyra personer på sjukhus av sina skador. Totalt dödades 32 personer och över 300 skadades, varav cirka 60 allvarligt. De tre attentatsmännen tog livet av sig när de utlöste sina sprängladdningar.